# Herbert Ströbel
Herbert Ströbel (*  1945 in Rudolzhofen, Mittelfranken) ist ein deutscher Agrarökonom und ehemaliger Hochschullehrer für Angewandte Landwirtschaftliche Betriebslehre an der Hochschule Weihenstephan-Triesdorf. Er befasst sich seit den 1970er Jahren mit der deutschen und internationalen Agrarentwicklung und war in  internationalen Entwicklungs- und Forschungsprojekten tätig.

## Leben

### Ausbildung
Ströbel besuchte die einklassige Volksschule in Rudolzhofen zwischen 1951 und 1959 und absolvierte anschließend eine landwirtschaftliche Lehre in verschiedenen landwirtschaftlichen Betrieben mit Besuch der landwirtschaftlichen Berufsschule und schloss die Ingenieurschule für Landbau in Triesdorf ab. An der Universität Hohenheim studierte er dann Allgemeine Agrarwissenschaften mit Spezialisierung in Wirtschafts- und Sozialwissenschaften des Landbaus und absolvierte ein postgraduales Studium in Sozialökonomie der Agrarentwicklung in Entwicklungsländern an der Technischen Universität Berlin. Sein Referendariat für den Höheren Dienst in der staatlichen Landwirtschaftsverwaltung mit Abschluss Assessor leistete er am Ministerium für Ernährung, Landwirtschaft und Forsten in Stuttgart.
Er war wissenschaftlicher Assistent an der Universität Hohenheim und am Institut für Sozialökonomie der Agrarentwicklung der Technischen Universität Berlin und für die Deutsche Gesellschaft für Technische Zusammenarbeit (GTZ) GmbH tätig. 1971/1972 arbeitete er als Projektassistent im German Agricultural Team der Deutschen Förderungsgesellschaft für Entwicklungsländer in Kenia. Seine Promotion zum Dr. sc. agr. schloss er 1976 mit einer Dissertation zum Thema „Entwicklungsmöglichkeiten landwirtschaftlicher Kleinbetriebe in Kenia unter besonderer Berücksichtigung des Einsatzes von Kleinkrediten mit Beratung“ bei Erwin Reisch und Hans-Hartwig Ruthenberg an der Universität Hohenheim ab.

### Berufliche Tätigkeit
Zwischen 1976 und 1978 arbeitete er bei der GTZ als Fachplaner und Fachbereichsleiter für Betriebswirtschaft und Agrarkredit. 1978 wechselte er als Professor für das Fachgebiet Wirtschaftslehre des Landbaus an die Hochschule Weihenstephan-Triesdorf. Dort initiierte er 1990 den Internationalen Masterstudiengang Agrarmanagement, an dem seitdem mehr als 1500 internationale Studenten aus über 30 Ländern teilgenommen haben. Das Modell der praxisorientierten Masterausbildung wurde in einem eigens aufgebauten internationalen Netzwerk von bisher 17 Agraruniversitäten übernommen. Im gleichen Jahr gründete er das Beratungsunternehmen Triesdorf Consult.
Von 1985 bis 1988 ließ er sich von der Professur beurlauben, um die Projektleitung eines landesweiten Forschungsprojekts zur Bodenfruchtbarkeit und Düngung in Kenia, dem „Fertilizer Use Recommendation Projekt“ zu übernehmen. Außerdem konzipierte und leitete er eine Vielzahl von internationalen Projekten in den Bereichen der landwirtschaftlichen Ausbildung an Universitäten und Fachschulen, der Qualifizierung und des Aufbaus von landwirtschaftlichen Beratungsdiensten sowie in ländlicher Entwicklung und im Aufbau von Farm-Management-Informationssystemen für die EU, die GTZ und die KfW, insbesondere in Ländern Osteuropas und Zentralasiens.
Ströbel war Dekan des Fachbereichs Landwirtschaft II, Mitglied und Vorsitzender des Senats und Vizepräsident der Hochschule. Er wurde 2011 emeritiert.

### Aktuelle Beiträge
- „Ökoförderung kommt beim Wähler an“, Interview Agrarzeitung 16. Juli 2021
- „Jenseits der Öko-Illusion – Gedanken zu einer verantwortungsvollen Landwirtschaft“, Vortrag Terlan Südtirol AG Zukunft der Landwirtschaft 19. Mai 2022, sie führt im Weiteren wegen der Thesen über die Irrwege der Ökolandwirtschaft aus der Sicht der Welternährung und des Klimas zu massiven Diskussionen in der Branche.
- Ökorechnung der TU-München mit gravierenden Lücken, topagrar vom 4. Februar 2023 (Kommentar zur TUM-Studie: Umwelt- und Klimawirkungen des Ökolandbaus)[1]
- „Zensiert Özedmir kritische Wissenschaftler?“, Bayerisches Landwirtschaftliches Wochenblatt und Agrarheute vom 4. Februar 2023[2]
- „Appeal for a (sustainably intensive) responsible agriculture“, Agrifuture Magazin (DLG) – Professional Farming Worldwide 2024[3]
- „Verantwortungsvolle Landwirtschaft – Jenseits der Öko-Illusion“. Zukunft Landwirtschaft (DLG) – Sonderheft August 2024 – Wenn vieles knapp und teuer wird.[4]
- „Is More Organic Farming a Responsible Strategy? An Appeal for Responsible (Sustainably Intensive) Agriculture“. MDPI-Journal Sustainability 2024, 16, 4114"[5]

## Auszeichnungen

### Verdienstorden und Preise
- 1995: Verdienstmedaille des polnischen Landwirtschaftsministeriums[6]
- 1999/1997: Verdienstorden in Gold und Silber für die lettische Landwirtschaft[6]
- 2005: Preis des Bayerischen Staatsministeriums für Wissenschaft, Forschung und Kunst für die Internationalisierung der Bayerischen Universitäten im Jahr 2004[6]
- 2009: Verdienstkreuz am Bande des Verdienstordens der Bundesrepublik Deutschland[6]
- 2011: Kasachischer Verdienstorden[6]

### Ehrenpromotionen und Ehrenprofessuren
- 1998 Nationale Agraruniversität der Ukraine, Kiew, Ukraine[6]
- 1999 Sejfulin Agrar Universität, Akmola (jetzt Astana), Kasachstan[6]
- 2001 Kasachische Nationale Agraruniversität, Almaty, Kasachstan[6]
- 2002 Georgische Staatliche Agraruniversität, Tiflis, Georgien[6]
- 2002 Sumyer Nationale Agraruniversität, Sumy, Ukraine[6]
- 2003 Staatliche Agrarakademie, Poltava, Ukraine[6]
- 2003 Kirgisische Agraruniversität K.I. Skrjabin, Bischkek, Kirgisistan[6]
- 2005 Armenische Agrarakademie, Erewan, Armenien[6]
- 2006 Aserbaidschanische Agrarakademie, Ganja, Aserbaidschan[6]
- 2011 Staatliche Universität Urgench, Usbekistan[6]

## Mitgliedschaften in weiteren Organisationen
- Gesellschaft für Wirtschafts- und Sozialwissenschaften des Landbaus
- Global Consortium of Higher Education and Research in Agriculture (GCHERA), Initiator der Arbeitsgruppe: Qualification Offensive to Improve Agricultural Management
- Arbeitsgemeinschaft für die Agrarforschung in den Tropen und Subtropen
- Rotary Club Ansbach
- Deutsch-Ukrainisches Forum
- Fränkische Gesellschaft zur Förderung der Deutsch-Chinesischen Zusammenarbeit